# Oryctes gnu
Oryctes gnu — вид жесткокрылых, принадлежащий к семейству пластинчатоусые. Обитает в странах Южной и Юго-Восточной Азии, включая Индию, Пакистан, Шри-Ланку, Филиппины, Таиланд, и Вьетнам. Также завезён во многие части света.
Это крупный вид, длина тела от 45 до 49 мм. Очень похож на гораздо более мелкий вид Oryctes rhinoceros. Взрослые особи имеют окрас от тёмно-коричневого до чёрного с блестящей спинкой. Голова с развитым рогом у самца. У самца рог длиннее, чем у самки. На грудном гребне имеется три бугорка.